# Ferrari 156/85
Ferrari 156/85 — гоночный автомобиль с открытыми колёсами команды Scuderia Ferrari, выступавший в Чемпионате мира Формулы-1 сезона 1985 года.

## История
Сложный индекс 156/85 образовался из-за того, что шасси следовало бы по традициям команды назвать просто 156 – из-за 1,5-литрового 6-цилиндрового турбомотора. Однако это имя уже носила одна из машин Ferrari начала 60-х, поэтому был добавлен год создания.
Машина была сконструирована Мауро Форгьери и Харви Постлтуэйтом. До этого в Ferrari на протяжении четырёх сезонов, понемногу модернизируя, использовали машину предыдущего поколения – 126С. Но её время вышло, команде требовалось что-то принципиально новое.
Без изменений решено было оставить довольно удачный монокок и подвеску, всё остальное подверглось переработке. Упор был сделан на аэродинамику – с 1983 года в регламенте Ф1 было прописано плоское днище, потому заметно возросла роль диффузора. В итоге машина получила плавные и изящные обводы – при проектировании, впервые в истории Ferrari, применили компьютерное моделирование.
Был модернизирован мотор, новый Ferrari Tipo 031/2 выдавал в квалификационной версии до 900 л.с. Выхлопная система стала более компактной, коробку передач облегчили за счет использования специальных сплавов. Радиаторы в боковых понтонах теперь стояли не перпендикулярно, а под большим углом, что позволило ощутимо увеличить их площадь. Выхлопные патрубки располагались по сторонам блока цилиндров, в отличие от предшественника 126C4. Турбокомпрессоры для каждого ряда цилиндров были также расположены по сторонам. Таким образом, впускные патрубки были расположены в развале блока.
Усилиями Микеле Альборето на этом автомобиле команда заняла второе место в Чемпионате 1985 года. Также за руль 156/85 садились Рене Арну и Стефан Юханссон. Арну должен был пилотировать весь сезон, но был уволен по непонятным причинам после гонки открытия сезона в Бразилии, где он финишировал четвёртым. Юханссон занял его место до конца сезона.
156/85 показал себя быстрым и надёжным в начале сезона, но впоследствии команда столкнулась с многочисленными отказами двигателей и турбокомпрессоров и результаты упали. Эта ненадёжность стоила титула Альборето, который возглавлял таблицу чемпионата почти весь сезон. Альборето сошёл в четырёх из пяти последних гонок сезона, позволив Алену Просту из McLaren вырваться вперёд и выиграть свой первый титул. В Кубке конструкторов повторилось то же самое. Ненадёжность Ferrari позволила McLaren опередить их на 8 очков, оставив команду из Маранелло на втором месте.
В 16 Гран При за рулем Ferrari 156/85 Микеле Альборето, Рене Арну и Стефан Йоханссон завоевали один поул, два лучших круга, две победы и 10 подиумов. Лучшим результатом стал дубль в Монреале.

## Результаты выступлений в Формуле-1
| Легенда к таблице |                                                                    |
| --- | ------------------------------------------------------------------ |
| В таблице перечислены результаты всех Гран-при Формулы-1, в которых использовался автомобиль. Строками таблицы являются сезоны, столбцами — этапы чемпионата мира. В каждой клетке указаны сокращённое название этапа и результат, дополнительно обозначенный цветом. Расшифровка обозначений и цветов представлена в нижеследующей таблице. |                                                                    |
| \| Пример \| Описание \| \| ------------ \| ------------------------------------------------------------------ \| \| 1 \| Победитель \| \| 2 \| Второе место \| \| 3 \| Третье место \| \| 5 \| Финишировал, заработав очки \| \| Сход \| Не финишировал, но при этом заработал очки \| \| 12 \| Финишировал, не получив очков \| \| НКЛ \| Финишировал, но не попал в финальную классификацию \| \| 15 \| Участвовал вне зачёта, либо по отдельной классификации \| \| 18 \| Не финишировал, но попал в финальную классификацию \| \| Сход \| Не финишировал \| \| НКВ \| Не прошёл квалификацию \| \| НПКВ \| Не прошёл предквалификацию \| \| ДСК \| Дисквалифицирован \| \| ИСК \| Исключён из протокола соревнований \| \| ТТ \| Заявлен для участия только в тренировках \| \| НС \| Участвовал в квалификации, но не стартовал в гонке \| \| Т \| Травмирован или болен \| \| ОТК \| Отказ от участия \| \| НТР \| Прибыл на соревнования, но на трассу не выезжал \| \| НПР \| Был заявлен в числе участников, но не прибыл к началу соревнований \| \| О \| Соревнования отменены \| \| \| Не участвовал \| \| Поул-позиция \| \| \| Быстрый круг \| \| |                                                                    |
| Пример | Описание                                                           |
| 1 | Победитель                                                         |
| 2 | Второе место                                                       |
| 3 | Третье место                                                       |
| 5 | Финишировал, заработав очки                                        |
| Сход | Не финишировал, но при этом заработал очки                         |
| 12 | Финишировал, не получив очков                                      |
| НКЛ | Финишировал, но не попал в финальную классификацию                 |
| 15 | Участвовал вне зачёта, либо по отдельной классификации             |
| 18 | Не финишировал, но попал в финальную классификацию                 |
| Сход | Не финишировал                                                     |
| НКВ | Не прошёл квалификацию                                             |
| НПКВ | Не прошёл предквалификацию                                         |
| ДСК | Дисквалифицирован                                                  |
| ИСК | Исключён из протокола соревнований                                 |
| ТТ | Заявлен для участия только в тренировках                           |
| НС | Участвовал в квалификации, но не стартовал в гонке                 |
| Т | Травмирован или болен                                              |
| ОТК | Отказ от участия                                                   |
| НТР | Прибыл на соревнования, но на трассу не выезжал                    |
| НПР | Был заявлен в числе участников, но не прибыл к началу соревнований |
| О | Соревнования отменены                                              |
| | Не участвовал                                                      |
| Поул-позиция |                                                                    |
| Быстрый круг |                                                                    |

| Год  | Шасси  | Двигатель             | Шины | Пилоты    | 1   | 2   | 3    | 4    | 5   | 6   | 7    | 8    | 9   | 10  | 11   | 12  | 13   | 14   | 15   | 16   | Место | Очки |
| ---- | ------ | --------------------- | ---- | --------- | --- | --- | ---- | ---- | --- | --- | ---- | ---- | --- | --- | ---- | --- | ---- | ---- | ---- | ---- | ----- | ---- |
| 1985 | 156/85 | Ferrari 031 1,5, V6 Т | G    |           | БРА | ПОР | САН  | МОН  | КАН | ДЕТ | ФРА  | ВЕЛ  | ГЕР | АВТ | НИД  | ИТА | БЕЛ  | ЕВР  | ЮАР  | АВС  | 2     | 82   |
| 1985 | 156/85 | Ferrari 031 1,5, V6 Т | G    | Альборето | 2   | 2   | Сход | 2    | 1   | 3   | Сход | 2    | 1   | 3   | 4    | 13  | Сход | Сход | Сход | Сход | 2     | 82   |
| 1985 | 156/85 | Ferrari 031 1,5, V6 Т | G    | Арну      | 4   |     |      |      |     |     |      |      |     |     |      |     |      |      |      |      | 2     | 82   |
| 1985 | 156/85 | Ferrari 031 1,5, V6 Т | G    | Юханссон  |     | 8   | 6    | Сход | 2   | 2   | 4    | Сход | 9   | 4   | Сход | 5   | Сход | Сход | 4    | 5    | 2     | 82   |